# Холь, Людвиг
Людвиг Холь (9 апреля 1904, Нетшталь — 3 ноября 1980, Женева) — писатель из Швейцарии, писал на немецком языке.

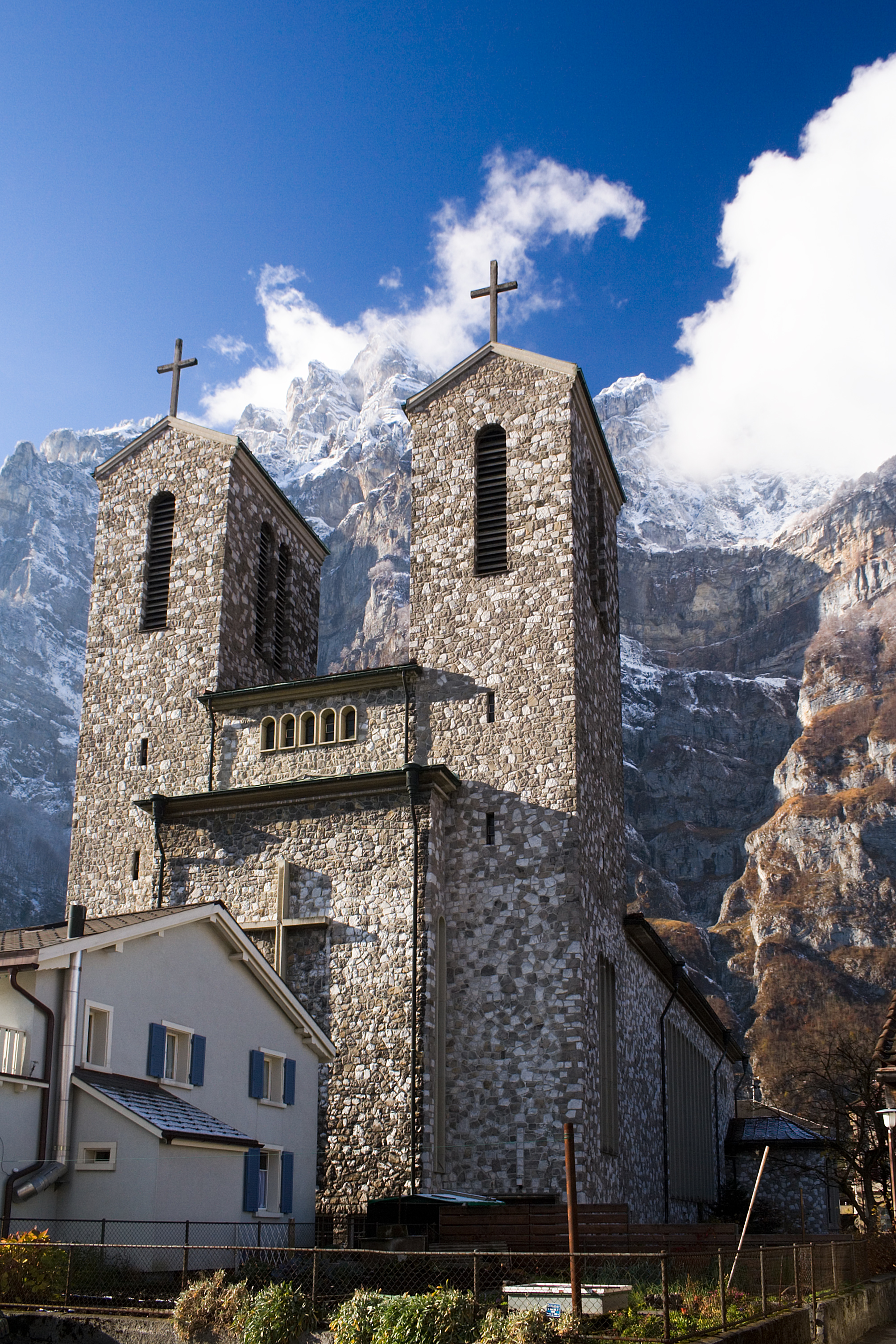
Церковь в Нетштале

## Биография
Родился в семье пастора. В 18-летнем возрасте ушел из дома. В 1924—1937 жил за рубежом (Франция, Австрия, Нидерланды). Остальную часть жизни провел в Женеве, существовал затворником, сильно пил. Публиковался мало, но много раз переписывал свои вещи, был чрезвычайно авторитетен в узком кругу как своего рода живая легенда, воплощение писательской независимости. Его высоко ценили Макс Фриш и Фридрих Дюрренматт. Некоторая известность пришла к Холю лишь во второй половине 1960-х, после републикации ранней книги «Оттенки и подробности» (1964).
Похоронен в Женеве, на кладбище Королей (здесь же, неподалёку, через несколько лет был похоронен Борхес).

## Творчество
Начинал как поэт. Его основной жанр — записные книжки в духе философской прозы Гёте и немецких романтиков. Главная книга Холя «Заметки, или Преждевременное примирение» (написана в 1934—1936 в Гааге), образец его свободного по композиции, фрагментарно-афористического письма, была опубликована отдельными томами в 1943 и 1954, полным изданием в одном томе вышла в 1981. Из других произведений наиболее известна повесть «Восхождение», над которой Холь работал с 1926 по 1975 и которая не раз становилась основой спектаклей в разных странах мира.

## Признание
Премия Союза писателей Швейцарии (1970, 1976), премия города Цюрих (1975), премия к столетию Роберта Вальзера (1978), международная премия Петрарки (1980). Книги писателя переведены на английский, французский, итальянский, испанский языки, о нём снята документальная лента «Людвиг Холь — фильм во фрагментах» (1982, см.: ).

## Произведения
- Gedichte (1925)
- Nuancen und Details. Teil I—II (1939)
- Nuancen und Details. Teil III (1942)
- Die Notizen oder Von der unvoreiligen Versцhnung. Band 1 (1943)
- Nдсhtlicher Weg. Erzдhlungen (1943)
- Die Notizen oder Von der unvoreiligen Versцhnung. Band 1: Teil I—VI (1944)
- Die Notizen oder Von der unvoreiligen Versцhnung. Band 2: Teil VII—XII (1954)
- Vernunft und Gьte. Erzдhlung (1956)
- Wirklichkeiten. Prosa (1963)
- Nuancen und Details (1964)
- Dass fast alles anders ist. Betrachtungen, Trдume, Erzдhlungen (1967)
- Drei alte Weiber in einem Bergdorf (1970)
- Bergfahrt (1975)
- Die Notizen oder Von der unvoreiligen Versцhnung (1981)
- Von den hereinbrechenden Rдndern. Nachnotizen. Anmerkungen. Zwei Вдnde (1986)
- Und eine neue Erde (1990)
- Mut und Wahl. Aufsдtze zur Literatur (1992)
- Jugendtagebuch (1998)

## Публикации на русском языке
- Восхождение// Современная швейцарская повесть. М.: Радуга, 1984